# Penicillium adametzii
Penicillium adametzii är en svampart som beskrevs av K.M. Zalessky 1927. Penicillium adametzii ingår i släktet Penicillium och familjen Trichocomaceae.   Inga underarter finns listade i Catalogue of Life.